# Sorvete de mochi

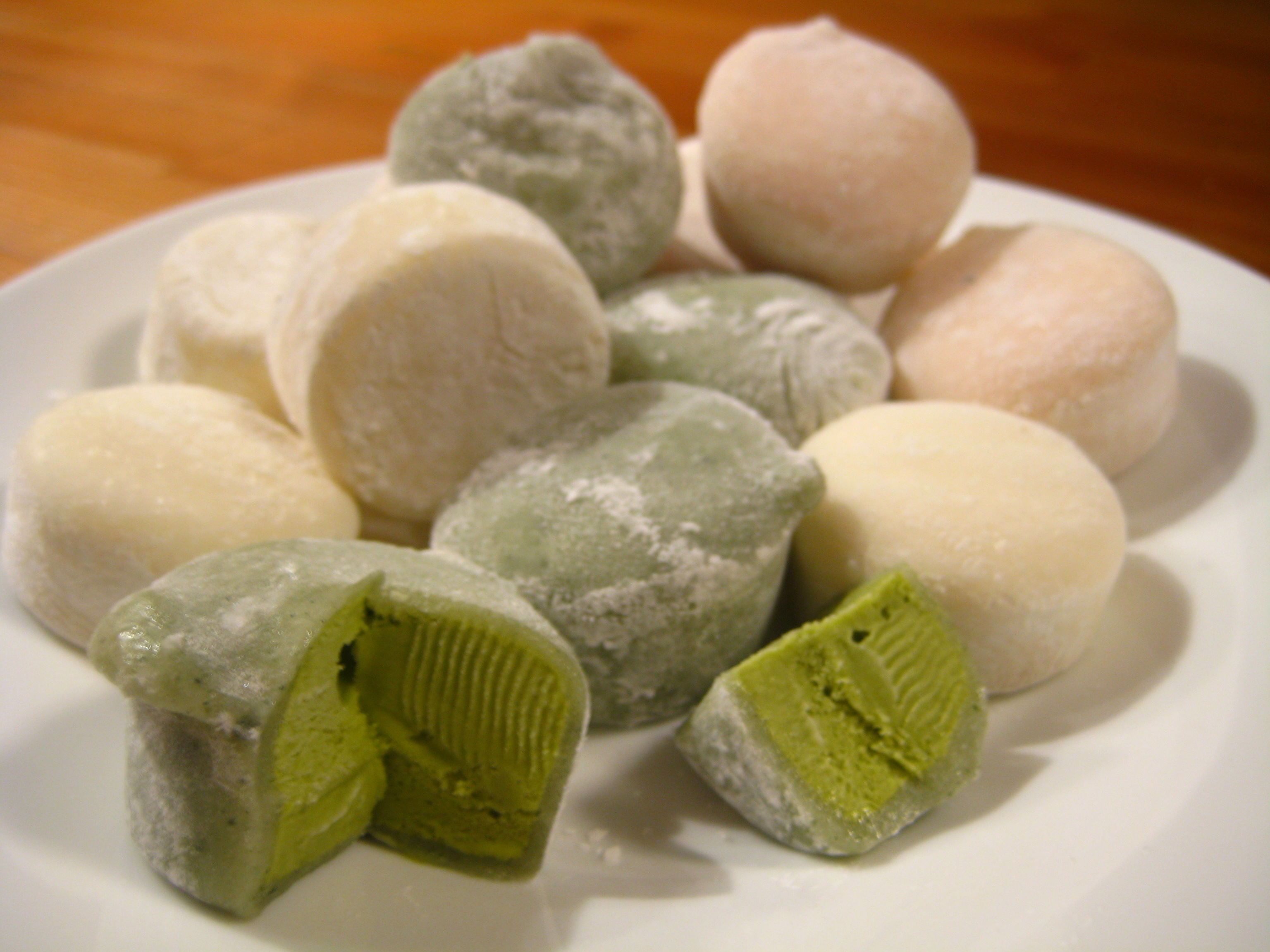
Sorvetes de mochi sabor chá verde, morango e baunilha.

Sorvete de mochi Mochi aisu (餅アイス) é um tipo de doce japonês feito de mochi (um bolinho de arroz glutinoso) recheado com sorvete. Foi criado pela empresária e ativista nipo-americana Frances Hashimoto. 

## Descrição
O sorvete de mochi é uma pequena sobremesa em formato esférico, que consiste em uma massa de bolo de arroz pegajoso (mochi)  recheada com sorvete. O recheio dá o sabor ao confeito, enquanto o mochi adoça e dá textura.  O sabor dos sorvetes usados no doce se apresentam em grande variedade, desde os mais tradicionais - baunilha, chocolate e morango - até café de Kona, vinho de ameixa, gergelim e feijão vermelho.  Existem versões onde o mochi também é aromatizado, de forma a complementar o sabor do sorvete. 
O doce costuma ser envolvido em amido de milho ou de batata, para que não grude ao ser manuseado. Devido à temperatura e a consistência tanto do mochi quanto do sorvete, é necessário que os ingredientes sejam modificados a fim de alcançar a consistência correta, que deve se manter constante independente da temperatura externa.  

## História
O daifuku e o manjū japoneses são considerados predecessores do sorvete de mochi. 
Uma espécie de protótipo da sobremesa começou a ser fabricado pela empresa Lotte, sob o nome Yukimi Daifuku, em 1981. Ele levava na sua composição amido de arroz e leite de arroz, no lugar do arroz glutinoso e do sorvete.  Já a versão do mochiaisu como conhecemos hoje em dia começou a ser produzida nos Estados Unidos, em 1993, pela Mikawaya . No entanto, a produção em massa só se inicia mais de uma década depois, devido à necessidade de uma pesquisa e experimentação intensas para aprimorar a receita, pela complexidade das interações entre os ingredientes. 